# Про белые розы
«Про бе́лые ро́зы» — песня российского певца Димы Билана, выпущенная 24 мая 2019 года в качестве четвёртого сингла с его десятого студийного альбома «Перезагрузка» на лейбле Archer Music.

## О песне
Песню «Про белые розы» написала украинская певица Анна Бастон, известная как автор песни Егора Крида «Сердцеедка», Макса Барских «Неземная» и Иды Галич «Предприниматель». О выходе песни Дима Билан в соцсетях написал следующее:
Друзья, я представляю вам трек собирательный, созданный из ностальгических образов и текстов песен 80-90-х, время, в котором так же рождалось новое поколение, которое считало, что это — самый последний и модный саунд, эти поиски не закончатся никогда. Время, к которому по-разному можно относиться, но главное, что музыка имеет большую якорную силу, заслышав аккорды которой — любой человек испытывает ностальгические чувства! Это, как лейтмотив времени и перестройки, даже если я и не любил, например, «Ласковый май», а сам рос на другом и заканчивал оперный класс по классической музыке, всё равно это звучало со всех улиц. Но для меня это вызов и поиск новых интонаций, своего рода игра с пространством и временем. Предлагаю и вам снова окунуться в 80-90 года!Дима Билан
Спустя 2 года с момента выхода оригинала, в конце октября 2021 года вышел кавер на песню «Про белые розы» в исполнении Юрия Шатунова, наиболее известного как исполнителя песен «Белые розы», «Седая ночь» и «Розовый вечер». Впоследствии кавер на песню «Про белые розы» в исполнении Юрия Шатунова вошёл в альбом с каверами на песни Димы Билана под названием «13 друзей Билана», релиз которого состоялся 11 ноября.

## Видеоклип
10 июля 2019 года на YouTube вышел видеоклип на песню «Про белые розы», по сюжету которого Дима Билан в образе привидения преследует чиновницу, которая хочет снести Дворец культуры «Металлург». Режиссёром стала Вера Смолина из команды Александра Гудкова.

## История релиза
| Регион | Дата        | Формат                                  | Лейбл        |
| ------ | ----------- | --------------------------------------- | ------------ |
| Мир    | 24 мая 2019 | Радиоротация цифровые загрузки стриминг | Archer Music |

## Награды и номинации
| Год  | Премия            | Номинированная работа      | Категория                     | Результат |
| ---- | ----------------- | -------------------------- | ----------------------------- | --------- |
| 2020 | Золотой граммофон | Песня «Про белые розы»     | Статуэтка «Золотой граммофон» | Победа    |
| 2020 | Жара Music Awards | Песня «Про белые розы»     | «Песня года»                  | Победа    |
| 2021 | Премия Муз-ТВ     | Видеоклип «Про белые розы» | «Лучшее видео»                | Номинация |